# 피부소혈관혈관염
피부소혈관혈관염(皮膚小血管血管炎, 영어: cutaneous small-vessel vasculitis, cutaneous leukocytoclastic angiitis, cutaneous leukocytoclastic vasculitis, cutaneous necrotizing venulitis, hypersensitivity angiitis)은 손으로 만져서 느껴지는 자반증의 특징을 갖는 소혈관의 염증이다.:831 임상 실습에서 가장 흔히 볼 수 있는 혈관염이다.
백혈구 파괴 혈관염(Leukocytoclastic vasculitis)은 혈관 안쪽과 주위로 침윤성 호중구에 의해 발병한다.
소혈관혈관염의 아형은 다음을 포함한다::833–6
- 헤노흐-쇤라인자색반[5]
- 유아기 급성 과민성 혈관염(Acute hemorrhagic edema of infancy)
- 두드러기성 혈관염
- 한랭글로블린성 혈관염
- 지구성융기성홍반
- 안면 육아종

## 관련 그림

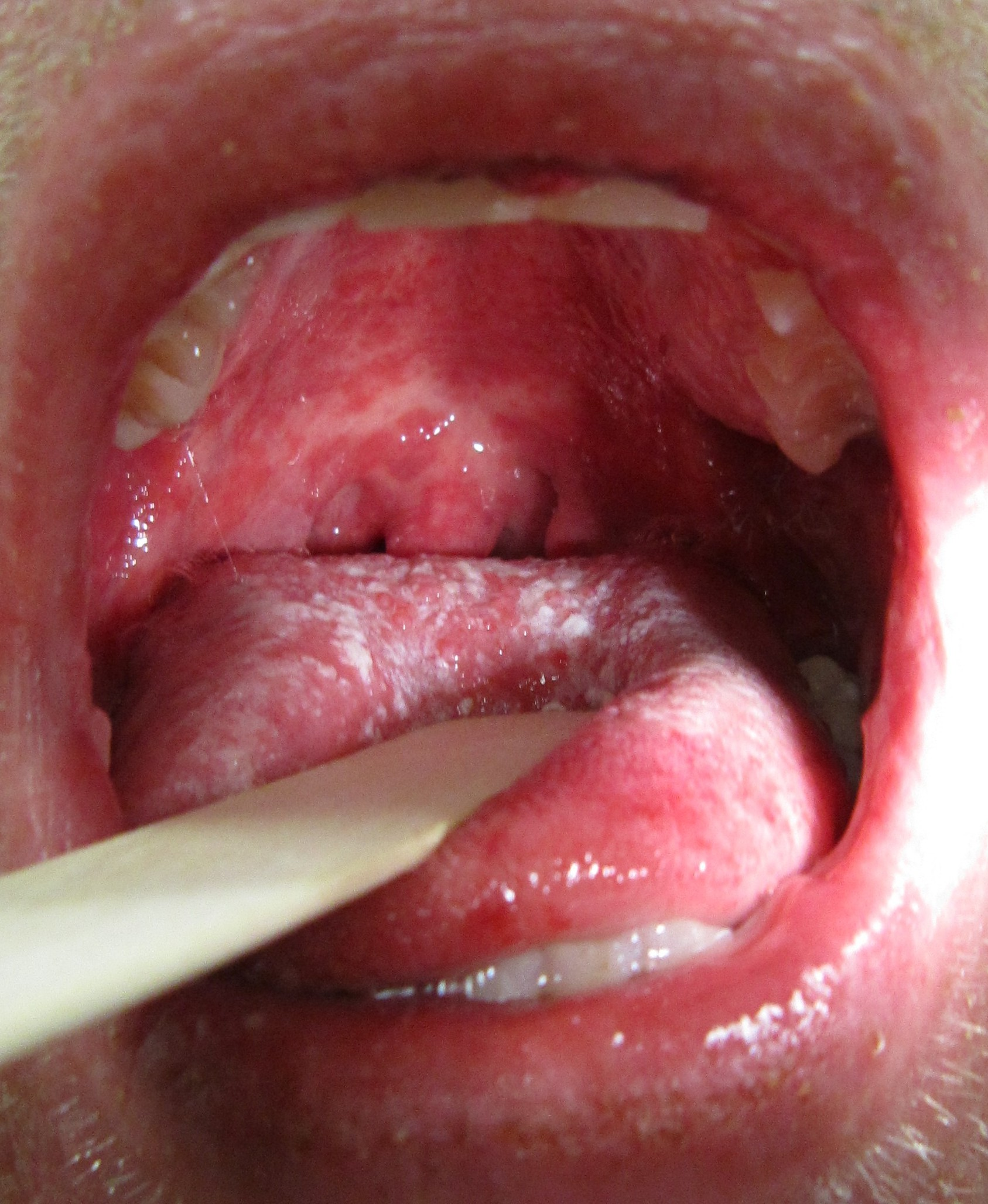
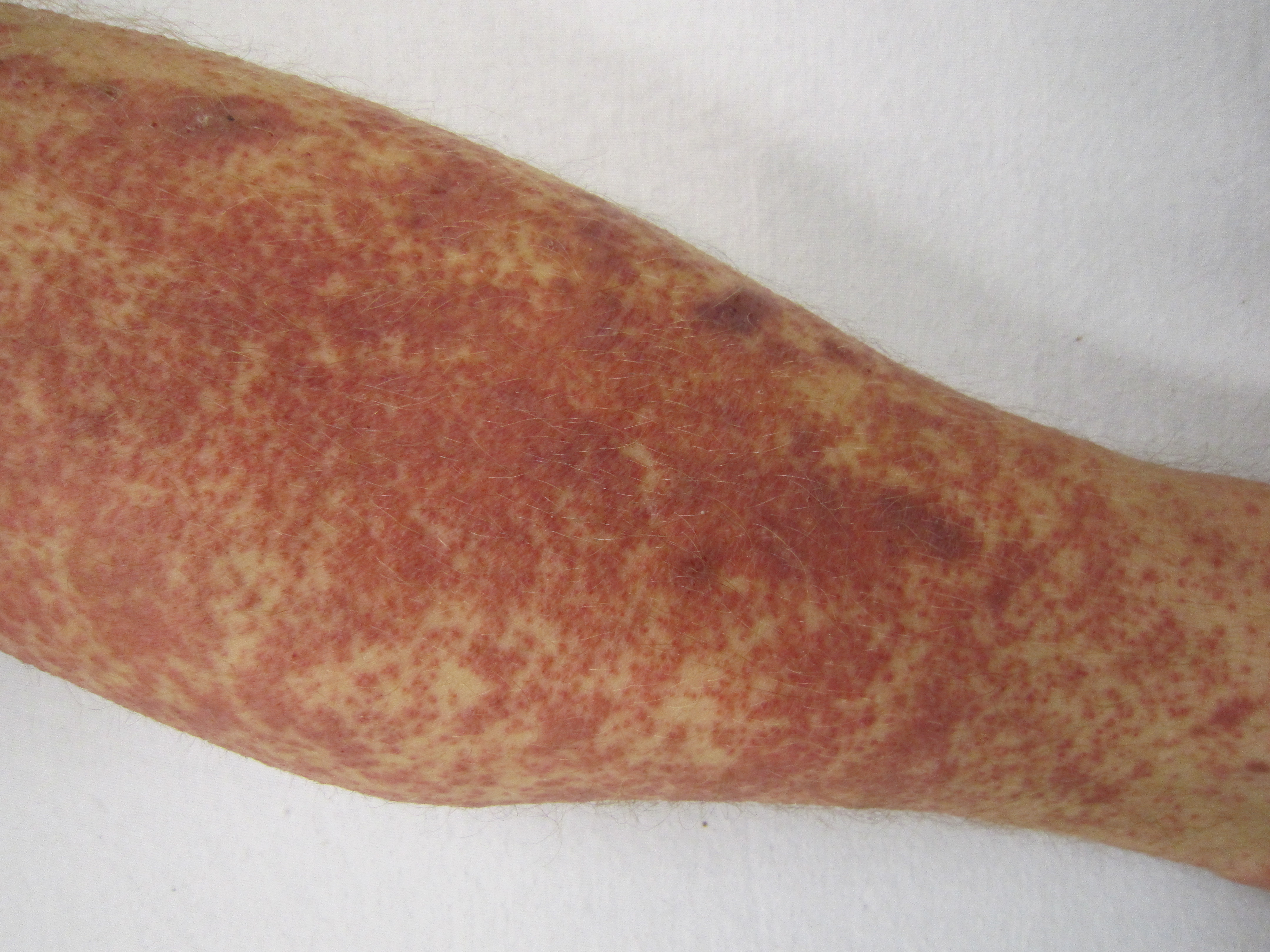
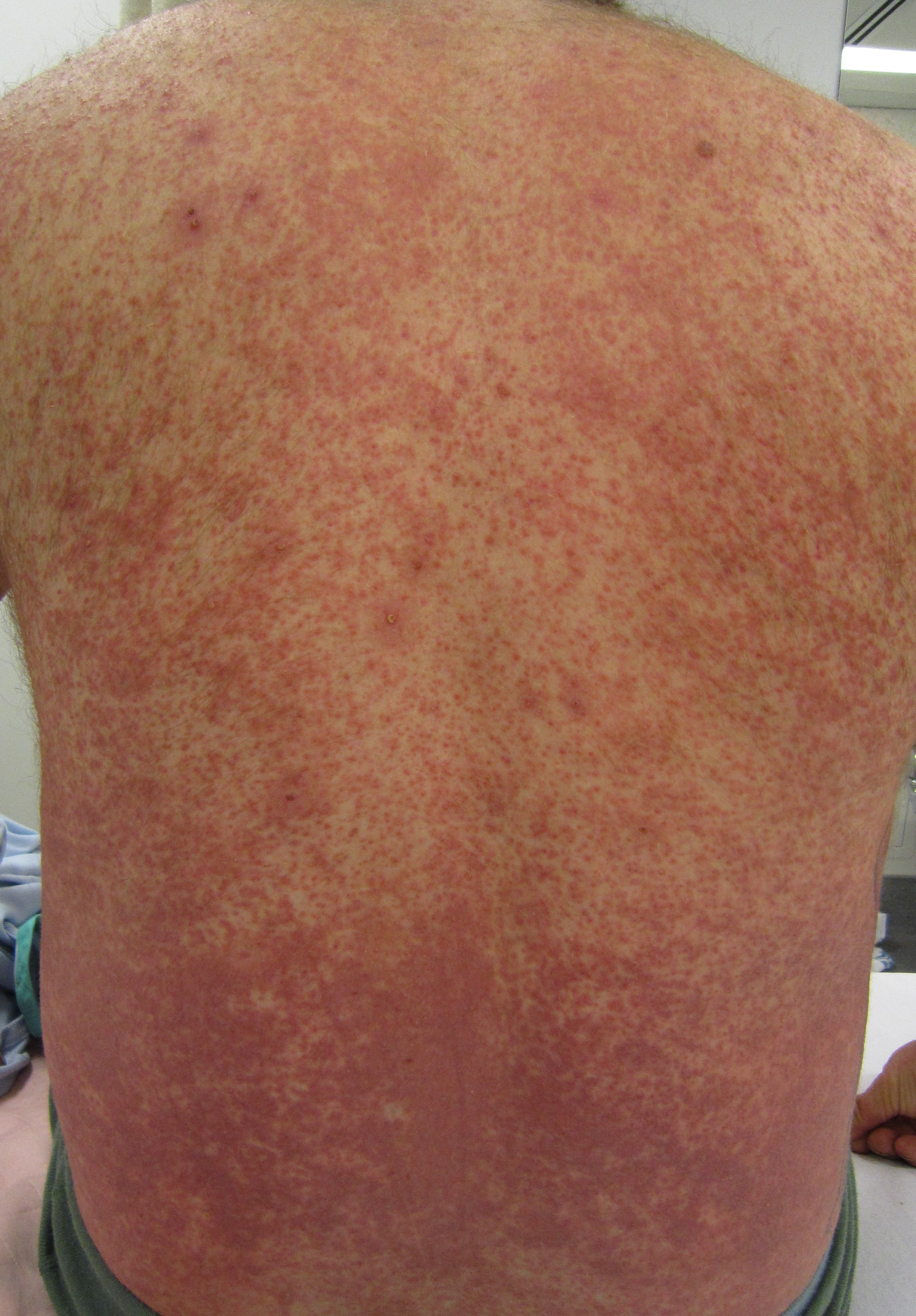
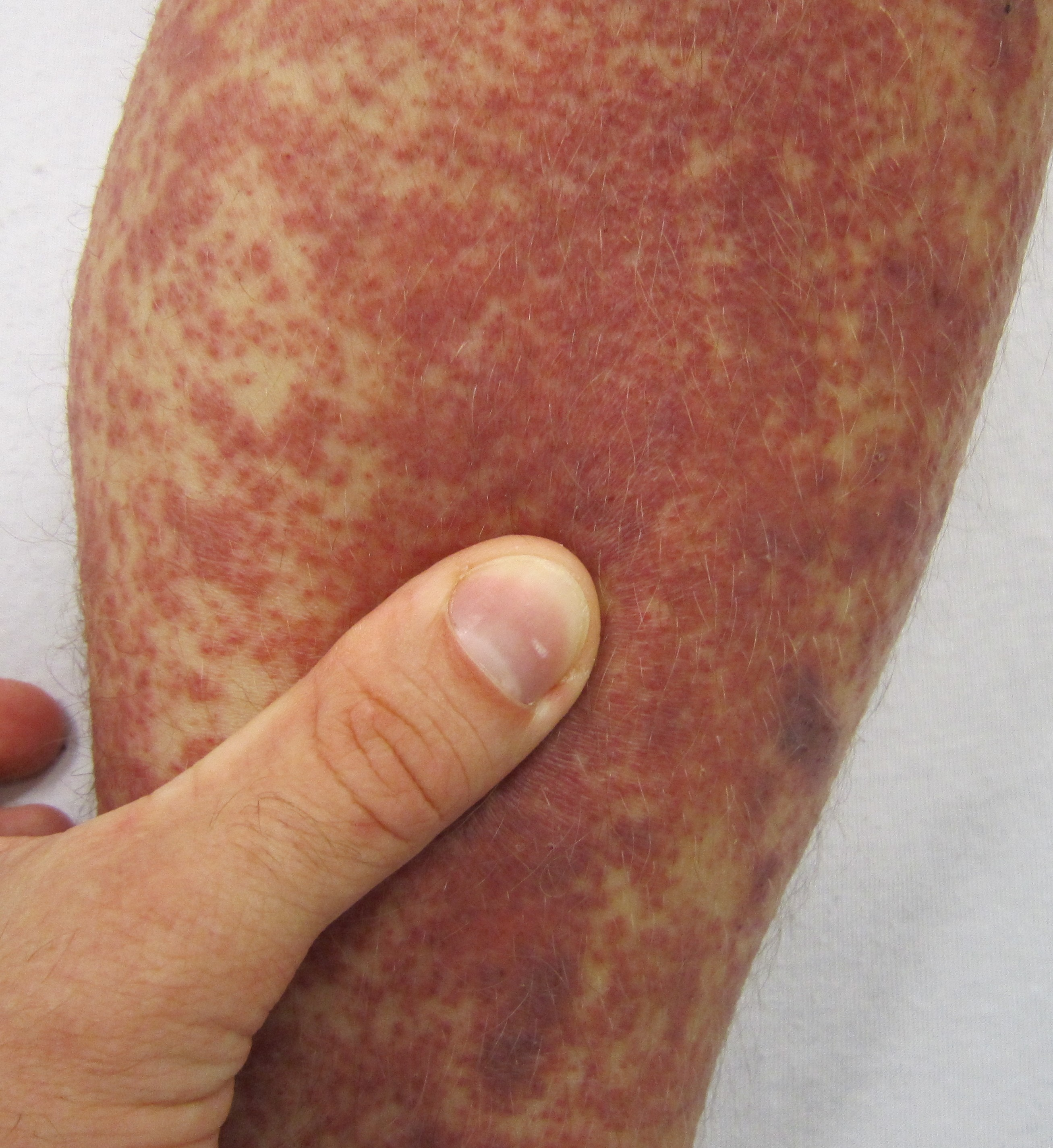

## 같이 보기
- 혈관염